# Krugerostreptus carli
Krugerostreptus carli är en mångfotingart som först beskrevs av Carl Graf Attems.  Krugerostreptus carli ingår i släktet Krugerostreptus och familjen Spirostreptidae. Inga underarter finns listade i Catalogue of Life.